# Listă de biblioteci județene din România
Aceasta este o listă de biblioteci județene din România.
Potrivit Legii nr.334/2002 privind bibliotecile, bibliotecile județene sunt biblioteci de drept public în subordinea consiliilor județene, cu personalitate juridică, care îndeplinesc și funcția de bibliotecă municipală pentru municipiul reședință de județ. Pentru județul Ilfov Biblioteca Metropolitană București exercită funcția de bibliotecă județeană iar pentru municipiul București de bibliotecă municipală. Activitatea bibliotecilor județene este organizată și se desfășoară conform Ordinului ministrului culturii nr.2069/1998 pentru aprobarea Regulamentului de organizare și funcționare al bibliotecilor publice.
Bibliotecile județene coordonează activitatea bibliotecilor publice de pe raza județului și elaborează norme privitoare la funcționarea bibliotecilor publice municipale și orășenești din județ. Finanțarea bibliotecilor județene se realizează din subvenții bugetare, acordate de la bugetul local, prin bugetul consiliilor județene. Colecțiile bibliotecii se constituie și se dezvoltă prin transfer, schimb interbibliotecar național și internațional, donații, legate și sponsorizări, precum și prin achiziționarea unor servicii culturale de bibliotecă, respectiv achiziționarea de documente specifice, publicații, cărți vechi și din producția editorială curentă.

## Alba
- Biblioteca Județeană „Lucian Blaga” din Alba Iulia Strada Trandafirilor, nr. 22, Alba Iulia Pagina web

## Arad
- Biblioteca Județeană „A.D. Xenopol” din Arad Strada Gheorghe Popa de Teiuș, nr. 2-4, Arad Pagina web

## Argeș
- Biblioteca Județeană „Dinicu Golescu” din Pitești Strada Victoriei nr. 18, Pitești Pagina web

## Bacău
- Biblioteca Județeană „Costache Sturdza” din Bacău Aleea Parcului nr. 9, Bacău Pagina web

## Bihor
- Biblioteca Județeană „Gheorghe Șincai” din Oradea Strada Armatei Române nr. 1A, Oradea Pagina web

## Bistrița-Năsăud
- Biblioteca Județeană „George Coșbuc” din Bistrița Strada Alexandru Odobescu nr. 11, Bistrița Pagina web

## Botoșani
- Biblioteca Județeană „Mihai Eminescu” din Botoșani Calea Națională nr. 64, Botoșani Pagina web

## Brașov
- Biblioteca Județeană „George Barițiu” din Brașov Bulevardul Eroilor nr. 33-35, Brașov Pagina web Arhivat în 9 august 2021, la Wayback Machine.

## Brăila
- Biblioteca Județeană „Panait Istrati” din Brăila Piața Poligon nr. 4, Brăila Pagina web

## Buzău
- Biblioteca Județeană „Vasile Voiculescu” din Buzău Bulevardul Unirii nr. 301A, Buzău Pagina web

## Caraș-Severin
- Biblioteca Județeană „Paul Iorgovici” din Reșița Strada Paul Iorgovici nr. 50, Reșița Pagina web

## Călărași
- Biblioteca Județeană „Alexandru Odobescu” din Călărași Strada 1 Decembrie 1918 nr. 1, Călărași Pagina web

## Cluj
- Biblioteca Județeană „Octavian Goga” din Cluj-Napoca Calea Dorobanților nr. 104, Cluj-Napoca Pagina web

## Constanța
- Biblioteca Județeană „Ioan N. Roman” din Constanța Strada Mircea cel Bătrân nr. 104A, Constanța Pagina web

## Covasna
- Biblioteca Județeană „Bod Péter” din Sfântu Gheorghe Strada Gábor Áron nr. 14, Sfântu Gheorghe Pagina web

## Dâmbovița
- Biblioteca Județeană „Ion Heliade Rădulescu” din Târgoviște Strada Stelea nr. 2, Târgoviște Pagina web

## Dolj
- Biblioteca Județeană „Alexandru și Aristia Aman” Dolj Strada Mihail Kogălniceanu nr. 9, Craiova Pagina web

## Galați
- Biblioteca Județeană „V.A. Urechia” din Galați Strada Mihai Bravu nr. 16, Galați Pagina web

## Giurgiu
- Biblioteca Județeană „I. A. Bassarabescu” din Giurgiu Bulevardul București nr. 53, Giurgiu Pagina web

## Gorj
- Biblioteca Județeană „Cristian Tell” din Târgu Jiu Calea Eroilor nr. 23, Târgu Jiu Pagina web

## Harghita
- Biblioteca Județeană „Kájoni János” din Miercurea Ciuc Strada Stadionului nr. 1B, Miercurea Ciuc Pagina web

## Hunedoara
- Biblioteca Județeană „Ovid Densușianu” din Deva Strada 1 Decembrie 1918 nr. 26, Deva Pagina web

## Ialomița
- Biblioteca Județeană „Ștefan Bănulescu” din Slobozia Bulevardul Matei Basarab nr. 26, Slobozia Pagina web

## Iași
- Biblioteca Județeană „Gheorghe Asachi” din Iași Bulevardul Ștefan cel Mare și Sfânt nr. 10, Iași Pagina web

## Ilfov și București
- Biblioteca Metropolitană București Strada Tache Ionescu nr. 4, Sector 1, București Pagina web

## Maramureș
- Biblioteca Județeană „Petre Dulfu” din Baia Mare Bulevardul Independenței nr. 4B, Baia Mare Pagina web

## Mehedinți
- Biblioteca Județeană „I. Gh. Bibicescu” din Drobeta-Turnu Severin Bulevardul Carol I nr. 4, Drobeta-Turnu Severin Pagina web Arhivat în 8 august 2021, la Wayback Machine.

## Mureș
- Biblioteca Județeană Mureș din Târgu Mureș Strada George Enescu nr. 2, Târgu Mureș Pagina web

## Neamț
- Biblioteca Județeană „G. T. Kirileanu” din Piatra Neamț Bulevardul Republicii nr. 15A, Piatra Neamț Pagina web

## Olt
- Biblioteca Județeană „Ion Minulescu” din Slatina Bulevardul Alexandru Ioan Cuza nr. 3B, Slatina Pagina web

## Prahova
- Biblioteca Județeană „Nicolae Iorga” din Ploiești Strada Sublocotenent Erou Călin Cătălin nr. 1, Ploiești Pagina web

## Satu Mare
- Biblioteca Județeană Satu Mare din Satu Mare Strada Decebal nr. 2, Satu Mare Pagina web

## Sălaj
- Biblioteca Județeană „I. Scipione Bădescu” din Zalău Piața Iuliu Maniu nr. 13, Zalău Pagina web

## Sibiu
- Biblioteca Județeană ASTRA din Sibiu Strada George Barițiu nr. 7, Sibiu Pagina web

## Suceava
- Biblioteca Bucovinei „I.G. Sbiera” din Suceava Strada Mitropoliei nr. 4, Suceava Pagina web

## Teleorman
- Biblioteca Județeană „Marin Preda” din Alexandria Strada București bl. T3, Alexandria Pagina web

## Timiș
- Biblioteca Județeană „Sorin Titel” din Timișoara Piața Libertății nr. 3, Timișoara Pagina web

## Tulcea
- Biblioteca Județeană „Panait Cerna” din Tulcea Strada Isaccei nr. 16A, Tulcea Pagina web

## Vaslui
- Biblioteca Județeană „Nicolae Milescu Spătarul” din Vaslui Strada Hagi Chiriac nr. 3, Vaslui Pagina web Arhivat în 11 mai 2012, la Wayback Machine.

## Vâlcea
- Biblioteca Județeană „Antim Ivireanul” din Râmnicu Vâlcea Strada Carol I nr. 26, Râmnicu Vâlcea Pagina web

## Vrancea
- Biblioteca Județeană „Duiliu Zamfirescu” din Focșani Strada Mihail Kogălniceanu nr. 13, Focșani Pagina web